# Hofterups distrikt
Hofterups distrikt är ett distrikt i Kävlinge kommun och Skåne län. 
Distriktet ligger vid kusten, väster om Kävlinge. 

## Tidigare administrativ tillhörighet
Distriktet inrättades 2016 och utgörs av socknen Hofterup i Kävlinge kommun.
Området motsvarar den omfattning Hofterups församling hade vid årsskiftet 1999/2000.